# Wolf-Dieter Gudopp-von Behm
Wolf-Dieter Gudopp-von Behm (bis ca. 2000 Wolf-Dieter Gudopp; * 1941 in Freiburg im Breisgau) ist ein deutscher Philosoph. Er lebt nach wechselnden Tätigkeiten wissenschaftlicher und nicht-wissenschaftlicher Art als Privatgelehrter in Frankfurt am Main.
Gudopp-von Behm wurde 1973 an der Universität Basel mit einer Dissertation zu Martin Buber zum Dr. phil. promoviert.
1975 hat ihm das Hessische Kultusministerium Berufsverbot gemäß dem Radikalenerlass erteilt; er war damals wissenschaftlicher Angestellter an der Philipps-Universität Marburg. Diese hat es ihm ermöglicht, sich 1979 für Philosophie zu habilitieren und  Privatdozent zu werden.
Er nimmt auch zur aktuellen Zeitgeschichte Stellung, so in der Zeitschrift Marxistische Blätter und in der Tageszeitung junge Welt.

## Werke

### Bücher
- Martin Bubers dialogischer Anarchismus. Bern, Herbert Lang und Frankfurt/Main, Peter Lang, 1975. (Basler und Berner Studien zur historischen und systematischen Theologie, Band 24)
- Der junge Heidegger. Realität und Wahrheit in der Vorgeschichte von Sein und Zeit. Berlin, Akademie-Verlag und Frankfurt/Main, Verlag Marxistische Blätter, 1983
- Solon von Athen und die Entdeckung des Rechts, Würzburg, Königshausen und Neumann, 2009
- Thales und die Folgen. Vom Werden des philosophischen Gedankens, Würzburg, Königshausen und Neumann, 2015

### Aufsätze (Auswahl)
- Hölderlins „Friedensfeier“. In: H. H. Holz (Hg.), Annalen der Internationalen Gesellschaft für dialektische Philosophie, Köln, Pahl-Rugenstein, 1983. (Symposion in Locarno 1982, ungekürzt als Vortrag im Schweizer Radio DRS 2, 14. 5. 1984.)  86–91.
- Umrisse des Begriffs „Revolution“. In: H.-W. Heister (Hg.), Musik/Revolution. Festschrift für Georg Knepler zum 90. Geburtstag, Hamburg, von Bockel, 1976, Bd. 1. 15–37.
- Der Imperialismus und die „Periode der Weltkriege“ (Rosa Luxemburg). In: Marxistische Blätter, Essen, 35. Jg., 3/1997. 67–72.
- Zum 180. Geburtstag von Friedrich Engels. In: Weißenseer Blätter. Hefte zu Fragen aus Theologie, Kirche und Gesellschaft. Jg. 19 (2000), Nr. 4, S. 3–15.
- Über den Begriff der Epoche und die Möglichkeit von Politik. In: D. Losurdo, A. Tosel (Hrsg.): Die Idee der historischen Epoche (= Annalen der Internationalen Gesellschaft Hegel-Marx für dialektisches Denken. Bd. 12 (Kongress 2000 in Nizza)). Frankfurt/Main, Peter Lang, 2004. 473–481.
- Gescheitert? Annäherung an den politischen Realismus. In: W. Gerns, H. H. Holz, H. Kopp, Th. Metscher, W. Seppmann (Hg.), Philosophie und Politik. Festschrift für Robert Steigerwald, Essen, Neue Impulse, 2005. 402–416.
- Was heißt „modern“? Das Recht der Modernität und Formen des Antimodernismus: Mit der Renaissance und der Aufklärung zu Hegel und Marx und über Weber zurück zu Heidegger. In: Hanns-Werner Heister (Hrsg.): Antimoderne, Faschismus, modernisierte Reaktion (= Die Ambivalenz der Moderne. Bd. 1). Weidler, Berlin 2005, S. 15–60.
- Europa – Bilder und Wirklichkeit. In: topos. Internationale Beiträge zur dialektischen Theorie, hg. von H. H. Holz und D. Losurdo, H. 29, Napoli, La Città del sole, 2008. 11–23.
- Zum „kritischen Realismus“. In: H. H. Holz, A. Mazzone, W.-D. Gudopp-v. Behm, Marxistische Wissenschaft. Wolfgang Eichhorn und Erich Hahn zu ihrem 80. Geburtstag. Dialectica minora 24, Köln, dinter, 2010. 75–122.
- Vom Floß des Odysseus zu Heraklits Einheit der Gegensätze. `Harmonie´ in der griechischen Archaik. In: Th. Phleps, W. Reich (Hg.), Musik-Kontexte. Festschrift für Hanns-Werner Heister, Bd. 1, Münster, Monsenstein und Vannerdat, 2011. 314–332.
- Überlegungen zum Charakter der Allgemeinen Krise des Kapitalismus. In: Marxistische Blätter, Essen, 54. Jg., 4/2016. 71–82.
- Die Welt verändern! Vorläufige Notizen über Nah-Erwartung und Parousie-Verzögerung. In: Marxistische Blätter, Essen, 58. Jg., 1/2020, Beilage (leicht gekürzt in der Tageszeitung junge Welt, Berlin,  18./19. 1. und 20. 1. 2020).